# Kościół św. Mikołaja i Wniebowzięcia Najświętszej Maryi Panny w Mroczy
Kościół Świętego Mikołaja i Wniebowzięcia Najświętszej Maryi Panny w Mroczy – rzymskokatolicki kościół parafialny w Mroczy, w powiecie nakielskim, w województwie kujawsko-pomorskim. Mieści się przy ulicy Kościelnej. Należy do dekanatu Mrocza.

## Historia i architektura
Zabytkowy kościół parafialny pod wezwaniem św. Mikołaja postawiono w XIV wieku. Obecna świątynia została wybudowana w latach 1930–1932 w stylu barokowym według projektu architekta Soczkiewicza. Pracami budowlanymi kierował budowniczy Jarocki z Bydgoszczy. Jest to budowla murowana, neobarokowa o pięciu nawach. Wyposażenie wnętrza pochodzi z poprzednich świątyń, w większości reprezentuje styl barokowy. W 1939 świątynia została zamknięta przez hitlerowców, a księża otrzymali areszt domowy. Wskutek działań wojennych w latach 1939 – 1945 świątynia parafialna w znacznej części została zniszczona. W kolejnych latach parafianie odbudowali swój kościół. Po wojnie świątynia została gruntownie odnowiona i odbudowana. W 1955 roku zostało założone ogrzewanie w świątyni, natomiast rok później została położona nowa posadzka i zostało ustawione nowe pancerne tabernakulum. W 1963 roku kościół został uroczyście konsekrowany. Uroczystości przewodniczył ówczesny sufragan gnieźnieński ks. bp. Lucjan Bernacki. W 1971 roku w świątyni została zainstalowana nowa droga krzyżowa oraz tablice pamiątkowe dla budowniczych świątyni. W 1981 został poświęcony nowy krzyż misyjny.